# Руднєвська сільська рада
Ру́днєвська сільська́ ра́да — колишній орган місцевого самоврядування в Путивльському районі Сумської області. Адміністративний центр — село Руднєве.

## Загальні відомості
- Населення ради: 768 осіб (станом на 2001 рік)

## Населені пункти
Сільській раді підпорядковані населені пункти:
- с. Руднєве

### Колишні населені пункти
- с. Нове Життя

## Склад ради
Рада складається з 12 депутатів та голови.
- Голова ради: Кадурін Петро Іванович
- Секретар ради: Хоруженко Алла Олексіївна

### Керівний склад попередніх скликань
| Прізвище, ім'я, по батькові | Основні відомості                                                                      | Дата обрання | Дата звільнення |
| --------------------------- | -------------------------------------------------------------------------------------- | ------------ | --------------- |
| Коцюба Сергій Іванович      | Сільський голова, 1963 року народження, член Соціалістичної партії України             | 26.03.2006   | 31.10.2010      |
| Кадурін Петро Іванович      | Сільський голова, 1957 року народження, освіта вища, член Комуністичної партії України | 31.10.2010   |                 |

Примітка: таблиця складена за даними сайту Верховної Ради України